# Rhizoplaca glaucophana
Rhizoplaca glaucophana är en lavart som först beskrevs av Hasse, och fick sitt nu gällande namn av W. A. Weber. Rhizoplaca glaucophana ingår i släktet Rhizoplaca och familjen Lecanoraceae.   Inga underarter finns listade i Catalogue of Life.